# Phreatobius
Phreatobius — рід риб з монотипової родини Phreatobiidae ряду сомоподібних, раніше зараховувався до родини Гептаптерові. Має 3 види. Наукова назва походить від грецьких слів phreas, тобто «колодязь», та bios — «жити».

## Опис
Загальна довжина представників цього роду коливається від 3,8 до 5,5 см. Голова порівняно до тулуба широка, сплощена зверху. Очі крихітні (діаметр становить 2-6 % довжини голови) або зовсім відсутні. Є 3 пари вусів. Нижня щелепа довша за верхню. Тулуб стрункий, хробакоподібний. Спинний, хвостовий та анальний плавці безперервні. Хвостовий плавець закруглений. Промені анального плавці нерозгалужені. Усі промені плавців цих риб є м'якими. Жировий плавець відсутній.
Забарвлення червоне з різними відтінками.

## Спосіб життя
Є демерсальними рибами. Два види живуть в підземних водах, колодязях, один (Phreatobius sanguijuela) — в штучних свердловинах. Стосовно характеру полювання і живлення цих сомів дотепер відомості відсутні.

## Розповсюдження
Мешкають у водоймах Бразилії і Болівії.

## Види
- Phreatobius cisternarum
- Phreatobius dracunculus
- Phreatobius sanguijuela